# Casa dell'Ammiragliato
La Casa dell'Ammiragliato (in inglese: Admiralty House) è un edificio storico della città di Sydney in Australia e la residenza ufficiale nella città del governatore generale dell'Australia.

## Storia
L'edificio venne costruito, come residenza privata, nel 1843 da John George Nathaniel Gibbes, all'epoca Collettore delle Dogane per il Nuovo Galles del Sud e membro del Consiglio Legislativo del Nuovo Galles del Sud. Successivamente la casa è stata la residenza del Comandante in Capo dello squadrone d'Australia della Royal Navy.
La residenza è iscritta nel registro statale del patrimonio del Nuovo Galles del Sud dal 22 giugno 2004.

## Descrizione
L'edificio presenta uno stile vittoriano italianeggiante. La proprietà, situata nel sobborgo di Kirribilli, confina con la vicina Casa Kirribilli, residenza ufficiale a Sydney del primo ministro dell'Australia.